# 명동 (춘천)
춘천 명동은 춘천시의 번화가이다. 춘천시 약사명동, 교동, 소양동 일원을 일컫는다.
춘천시 조양동 중앙로터리 근처에 위치한 춘천 제1의 번화가로, 각종 메이커 의류브랜드와, KFC, 롯데리아 등의 패스트푸드점, 스타벅스, 투썸플레이스 등의 커피전문점, 던킨, 배스킨라빈스, 스무디킹, 파리크라상 등이 있다. 강원특별자치도청과 춘천시청 등 관공서와 많은 회사가 인근에 위치해 있고, 주요 은행과 증권사의 춘천지점도 이곳에 위치해 있다. 백화점으로는 농심계열의 M백화점이 있으며, 브라운5번가라는 상가 건물이 바로 옆에 위치해 있고, 그 안에 각종 상점들과 롯데시네마 춘천명동점이 위치해 있다. 춘천닭갈비골목도 이곳에 있으며 인근에는 춘천의 대표 재래시장인 중앙시장도 위치해 있다. 중앙로터리를 중심으로 지하로 들어가는 입구가 여러 곳에 있는데, 이곳으로 들어가면 춘천지하상가가 나오며 여느 지하상가처럼 수많은 점포가 입점해 있다. 춘천명동은 춘천의 제1번화가로서 춘천의 유서깊은 상점이 많으며, KBS 2TV 월화 드라마 《겨울연가》(2002년 방송)의 촬영지로도 많이 알려져 있다. 경춘선 전철역 춘천역과도 가깝다.

## 구성
명동거리에는 다양한 음식점들이 모여 있으며, 여러 가지 옷가게나 액세서리 상점 등이 많아서 젊은이들이 많이 모이는 장소이다.
지하상가에는 음식점을 비롯 서점, 옷, 신발, 화장품 등 다양한 점포들이 있어 추위나 더위를 피해 이동하면서 쇼핑을 즐길 수 있다.
닭갈비 골목도 명동에 위치하고 있어 많은 관광객들이 찾고, 춘천 지역 학생들과 인근 직장인들 또한 많이 찾는다.
주말에는 춘천 주변의 군부대에서 나온 군장병들과 수도권에서 찾은 관광객들로 붐빈다.

### 극장
- CGV 춘천명동 (구 프리머스시네마 춘천점)